# Hymenoscyphus friesii
Hymenoscyphus friesii är en svampart som först beskrevs av Johann Anton Weinmann, och fick sitt nu gällande namn av Arendh. 1979. Hymenoscyphus friesii ingår i släktet Hymenoscyphus och familjen Helotiaceae.   Inga underarter finns listade i Catalogue of Life.